# Símbolos de la Universidad Nacional Mayor de San Marcos
Los Símbolos de la Universidad Nacional Mayor de San Marcos forman parte de la historia e imagen institucional de la universidad, por lo cual siempre están presentes en la vida universitaria, en eventos (deportivos, culturales, académicos, etc.) en los que la universidad este presente y en todo material producido por la institución.

## Escudo

### Primer escudo
Desde su fundación hasta 1574, el primer escudo oficial mostraba una imagen de la Virgen del Rosario, patrona de los frailes dominicos, a la derecha, una representación del Océano Pacífico y abajo una lima (fruta, en referencia a la ciudad de Lima).
El escudo fue aprobado por el rey Carlos I de España en 1551. Para fines de 1570, después de la bula papal de Pío V, el escudo fue modificado, reemplazando la imagen de la Virgen del Rosario con la del evangelista San Marcos. Se ignoran los colores que fueron usados en ese escudo, ya que los documentos en el siglo XVI estaban únicamente en blanco y negro. No fue sino hasta 1929 que los colores: azul para el océano, negro o marrón para la imagen del santo, celeste para el fondo y plateado para las columnas, se difundieron.

### Segundo escudo
El escudo original ha sido el símbolo de mayor duración de la universidad: se usó por casi cuatrocientos cincuenta años, haste que a fines de 1980. Fue totalmente mejorado para el 12 de mayo de 1991, para el aniversario de sus 440 años de fundación fue modificado a una segunda generación de escudos, en donde los principales cambios se realizaron en el ángel superior y sus alas, pero el motivo principal se mantuvo sin cambios. El logo ganó popularidad, continuó toda esa década. El logo utilizaba los mismos colores que se usaron para la década de 1920, pero la versión en blanco y negro era la más conocida por los estudiantes graduado en ese momento.

### Tercer escudo
La tercera generación de diseño, usada actualmente, fue introducida el 12 de mayo de 2001, con la cual se realizó un logo especial de aniversario por los 450 años de fundación. Esta tercera generación, presenta mayor luz (generada por computadora) y efectos, el modelo de color RGB fue usado en los efectos dorados de los bordes y sombras del fondo del escudo. Desde que fue introducido a inicios de la década del 2000, este logo se ha convertido en el símbolo oficial de la universidad y comúnmente usada para lo referente a imagen institucional.

## Bandera
La proporción de la bandera es 2:3, de color blanco que representa el espíritu de paz en la comunidad universitaria, su adopción fue el 14 de junio del 2010, por resolución rectoral. Desde su fundación en 1551, los símbolos han mejorado a lo largo de los años, forman parte de la imagen institucional.

## Himno
El himno universitario es regularmente interpretado en ceremonias especiales y aniversarios de la Universidad de San Marcos, principalmente por el Coro universitario. La letra del himno fue compuesta por Manuel Tarazona Camacho y la música por Luis Craff Zevallos.